# (22055) 2000 AS25
(22055) 2000 AS25 è un asteroide troiano di Giove del campo greco. Scoperto nel 2000, presenta un'orbita caratterizzata da un semiasse maggiore pari a 5,261188 UA e da un'eccentricità di 0,024874, inclinata di 10,962191° rispetto all'eclittica. Ha un diametro di 31,816 km, un'albedo di 0,069.